# Hydrocotyle gunnerifolia
Hydrocotyle gunnerifolia là một loài thực vật có hoa trong Họ Cuồng. Loài này được Wedd. mô tả khoa học đầu tiên năm 1860.